# (56) Mélété
Pour les articles homonymes, voir Mélété (homonymie).
(56) Mélété (désignation internationale (56) Melete) est un astéroïde de la ceinture principale, découvert par Hermann Goldschmidt le 9 septembre 1857.
Il est nommé d'après la muse Mélété de la mythologie grecque.